# 和田喜八郎
和田 喜八郎（わだ きはちろう、1927年 - 1999年9月14日）は、日本の古物商である。『東日流外三郡誌』（つがるそとさんぐんし）や『東日流六郡誌』などの和田家文書の自称「発見者」であるが、近年は「制作者」との評価が定着している。

## 人物・来歴
その経歴は、自ら語ることによれば、1927年生まれで1944年陸軍中野学校に入学、その後海軍に転籍したという。陸軍中野学校関係者から否定され、海軍転籍があり得ないことが指摘されると、後には一切語らなくなった。
1949年に、炭焼き窯を造成中に偶然、仏像、仏具、古文書を発見。同年、金光上人に関わる仏像、護摩器、経筒などを発見。発見の経緯に不審な点が多く、学会では認められていない。
1948年自宅の改装中に天井裏から大量の古文書が落ちてきたという。これが『東日流外三郡誌』を始めとする「和田家文書」であった。その「原本」は、1789年から1822年までの34年間にわたり、陸奥国三春城主の義理の子にあたる秋田孝季と和田喜八郎の先祖である和田吉次の二人が日本全国をめぐって収集し編纂したものであり、これを1870年から1910年の期間に、全巻を和田家の子孫である和田末吉（喜八郎の曾祖父）が写本したとされる。その「写本」は600巻以上にもおよぶ膨大な資料であった。
1975年から1977年にかけて「市浦村史」（資料編上巻東日流外三郡誌）として刊行された。その後、古田武彦（元昭和薬科大学教授）が真書と主張したが、安本美典（元産業能率大学教授）などは偽書であると主張し、大々的な論争となった。
1979年より1983年まで青森県警友会の会員（和田本人は元皇宮護衛官だったと自称したが、宮内庁はこれを否定し、また1969年に和田を無銭飲食の容疑で逮捕したことのある青森県警の元警察官が異議を唱えたことで偽称が発覚し、退会処分となった）。なお皇宮護衛官について宮内庁より否定されると、支持者である古田の口を通じ、ボランティアとして皇居を警備していたと釈明している。
1999年9月14日、肝心の『東日流外三郡誌』の「原本」の発表を拒んだまま死去。死後、和田家はくまなく調査されたが原本は発見できず、むしろ紙を古紙であるかのように見せかけるために使われる薬剤（尿を長期間保管したもの）が発見され、これにより『東日流外三郡誌』が偽書である事は、ほぼ疑いの無いものとなった（『東日流外三郡誌』をはじめとする「和田家文書」の現存分は現在竹田侑子が管理）。和田が古文書を「制作」した理由は、書画骨董の売買の際に利用するためだったと推測されている。

## 古田武彦との関係
真書説を採る古田武彦は、当初『東日流外三郡誌』をうさんくさいものとして相手にしていなかった。しかし、古田は和田との会見の際、自らの主張する「邪馬壹国説」「九州王朝説」の傍証とも読める記述を和田家文書に見出したのがきっかけで『東日流外三郡誌』に傾倒するようになり、ついには『東日流外三郡誌』を根拠とする東北王朝説を提唱するにいたった。
ただし和田喜八郎が写本のみを公開し、原本を公開しなかったため、『東日流外三郡誌』真作説について、「現段階では仮説に過ぎない」とは断っていた。それでも和田喜八郎が原本を公開しないために挙げた理由を鵜呑みにして、むしろ和田喜八郎を非難する側に問題があるかのような主張を行っていた。
古田武彦は和田喜八郎の死去に際して「古田史学会報」（1999年10月11日　No.34）において「和田喜八郎氏に捧ぐ」を掲載している。
2007年、古田武彦は和田喜八郎の遺品の中から東日流外三郡誌の「寛政原本」を発見したとして、これを公開した。しかし公開されたその文書は、以前発表された「和田喜八郎の祖父である末吉による写本」と筆跡が一致していたとされる。この発見については、古代史専門誌『邪馬台国』が批判した以外、学会や一般マスコミで取り上げられることは全くなかった。

## 著書
- 『知られざる東日流日下 (つがるひのもと) 王国』　八幡書店、1989年、ISBN 4-89350-311-1
- 『東日流 (つがる) 六郡語部録』　八幡書店、1989年、ISBN 4-89350-315-4